# Ochicanthon besucheti
Ochicanthon besucheti är en skalbaggsart som beskrevs av Cuccodoro 2011. Ochicanthon besucheti ingår i släktet Ochicanthon och familjen bladhorningar. Inga underarter finns listade i Catalogue of Life.